# Bamougoum

## Histoire

### Origine
À l'origine, quatre frères issus d'une famille appartenant à la dernière vague d'immigration des populations Bamiléké, traversant le Noun chez les Bamouns, eux-mêmes poussés par les Tikars vers le 17e siècle, ont participé à la création d'un nouveau patrimoine culturel. Cette immigration a donné naissance à quatre entités culturelles distinctes: Bameka, Bansoa, Bamendjou et Bamougoum.
Ces quatre frères, appelés Djouonveu, c'est-à-dire chasseurs ont quitté leurs parents et se sont installés sur l'emplacement actuel de Bameka, où ils ont vécu ensemble pendant quelques années. Cependant, des conflits réguliers les ont contraints à se séparer et à fonder quatre villages distincts.
Cette séparation a donné naissance à quatre collections patrimoniales distinctes, chacune reflétant l'histoire et la culture de chaque village. La préservation et la promotion de ces collections patrimoniales sont essentielles pour comprendre l'histoire et la culture des populations Bamiléké.
Bamougoum est un village chef-lieu de la commune d'arrondissement de Bafoussam III dans l'ouest Cameroun, en pays Bamiléké. Il est le siège de la chefferie supérieure de premier degré (le sommet de la classification camerounaise des chefferies traditionnelles) de Bamougoum.

## Géographie

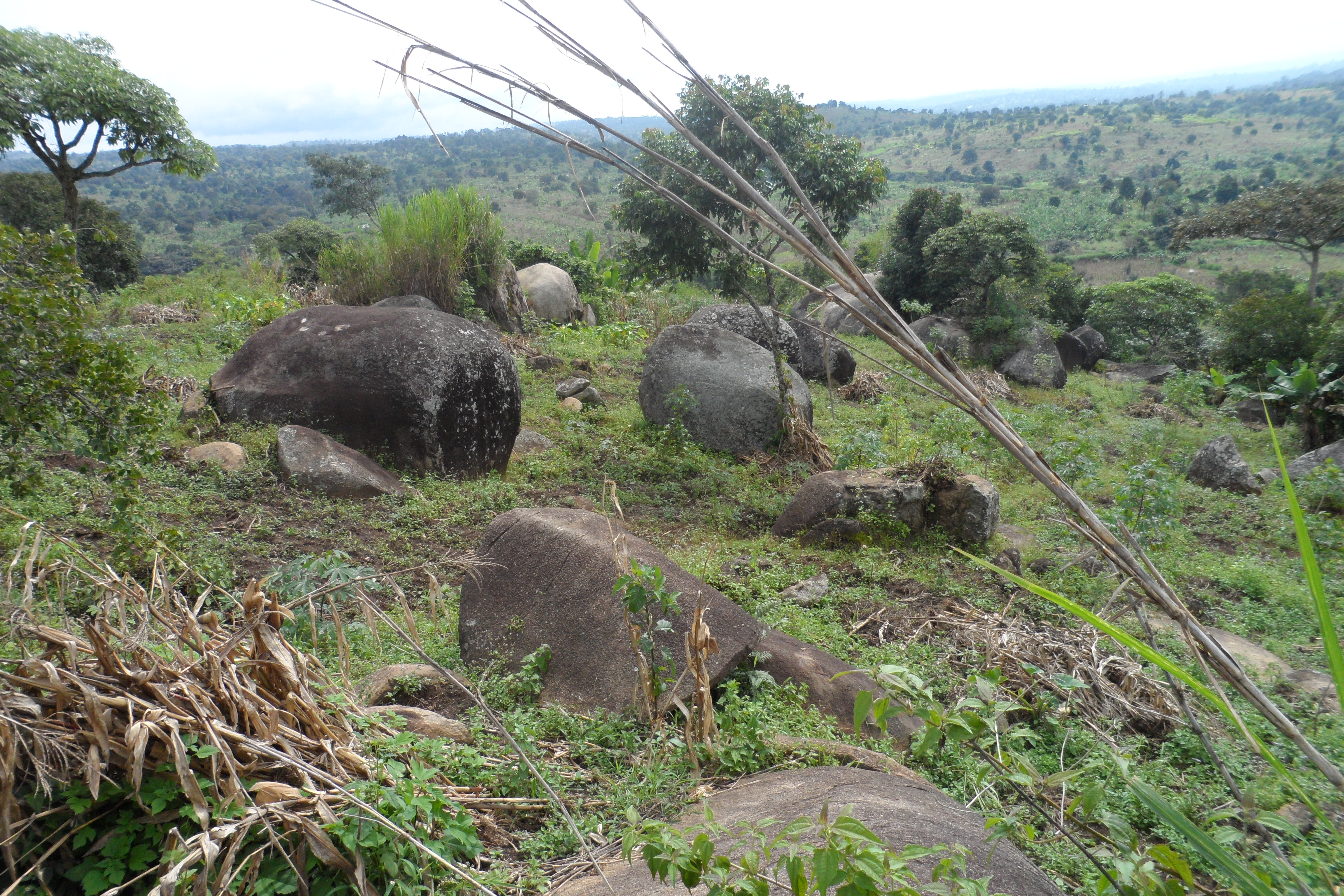
Paysage granitique autour de Bamougoum.

Bamougoum a l'un des peuplements les plus denses de l'Ouest et même du Cameroun. Sa population est estimée à 80 000 habitants, dont 50 000 résidents et 30 000 dans la diaspora notamment à Douala et Yaoundé. Son relief est constitué d'une chaîne de montagnes faisant limite au sud avec le village Bandjoun, et sur toute la limite ouest avec les villages Baméka et Bansoa.
Les plateaux typiques de la région se trouvent au centre et au nord du royaume (comme en témoignent les infrastructures de l'aéroport national de Bamougoum-Bassé). Au centre-est près de la ville de Bafoussam, se dresse le point le plus haut de Bamougoum : le Mont Doumdi, qui culmine à 1 460 mètres d'altitude.

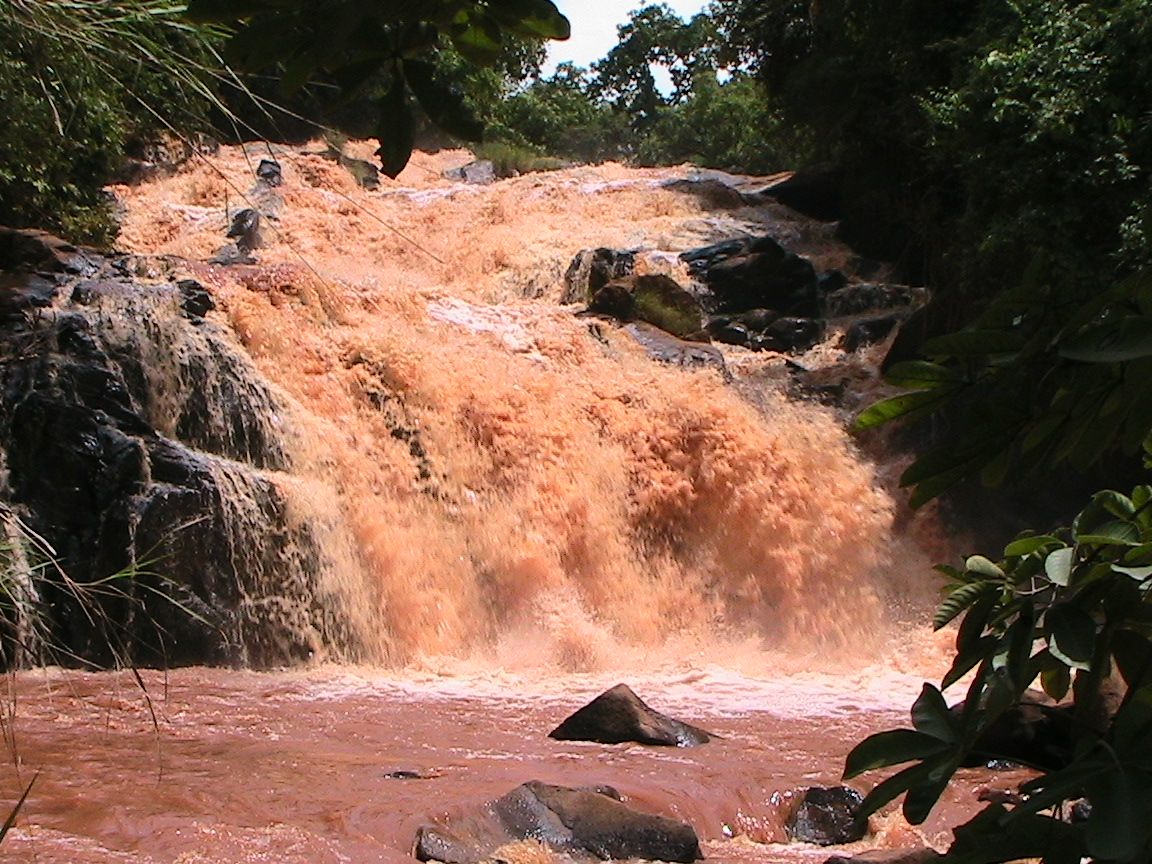
Chutes Mafo à Badeng

Bamougoum connaît un climat camerounien d'altitude, dominé par deux saisons dont une sèche et une saison de pluies aux données très aléatoires.
Huit villages sont limitrophes de Bamougoum : c'est pourquoi les dignitaires parlent de « tous les huit côtés de Bamougoum » lorsqu'ils évoquent le royaume dans son ensemble. Ces huit villages appartiennent à cinq départements : Bapi et Badeng (Mifi) au nord, Bafounda (Bamboutos) au nord-ouest, Bansoa (Menoua) à l'ouest, Baméka (Hauts-plateaux) au sud-ouest, Bandjoun (Koung-khi) au sud, Baleng et Bafoussam (Mifi) à l'est.
L'agriculture constitue la principale activité des ruraux : maïs, arachide, haricot, plantain, légumes et tubercules. Bamougoum passe pour être un grenier pour la ville de Bafoussam, pour les grandes métropoles que sont Yaoundé et Douala, et même pour des pays voisins (notamment le Gabon et la Guinée équatoriale)

## Administration
L'arrondissement de Bamougoum est créé en octobre 1992 dans le département de la Mifi.
En 2013, le maire de l'arrondissement de Bafoussam III, dont Bamougoum est le chef-lieu, est Daniel Ndefonkou.

## Origine
À l'origine, quatre frères se sont partagé le terrain de quatre groupements de l'ancien département de la Mifi et de la Menoua : Baméka, Bansoa, Bamendjou et Bamougoum.
Ils étaient d'une famille faisant partie de la dernière des 5 vagues d'immigration des populations Bamilékés chassées par les Bamouns eux-mêmes poussés par les Tikars vers le XVIIe siècle (et en provenance des plateaux d'Adamaoua) (ces trois ethnies — Bamilékés, Bamouns et Tikars — forment le groupe ethnique des semi-bantous).
Face à l'insuffisance des terres cultivables et de terrains de chasse dans leur région d'origine, les quatre frères quittèrent leurs parents et vinrent s'installer sur l'emplacement actuel de Baméka où ils vécurent ensemble pendant quelques années avant de se séparer à cause des conflits qui les opposaient régulièrement : le premier alla s'installer au Sud-Ouest et fonda le village Bamendjou, le second resta sur place et fonda le village Baméka, le troisième alla fonder au Nord le village Bamougoum, le quatrième se retira au Nord-Ouest pour fonder le village Bansoa.
Tous étaient appelés djouonveu, c'est-à-dire « chasseurs ».

## Linguistique
La langue parlée par les habitants autochtones est le bamougoum ou mu'ngoum, un des cinq dialectes du g'mbâ ou nguemba, une langue parlée dans 6 villages : Bameka, Bamendjou, Bamougoun, Bansoa, Bafounda et Mangoum. Les appellations des villages mentionnés viennent des noms que les parents de ces enfants leur donnèrent du fait de certains traits caractéristiques de leurs comportements, ou de leur statut dans la famille.
- C'est ainsi que le premier né, qui était un enfant naturel, ne devrait pas être bien accepté par son père adoptif, chef de famille. Chaque fois qu'il commettait une bêtise, le père s'exclamait : "JÔ MU'NDJWO WA LET LA'LA" ce qui veut dire "voici un petit malheur qui me colle à la peau". Ses frères prirent donc l'habitude de l'appeler "MU'NDJWO", "petit malheur". De là vint le nom du village qu'il fonda plus tard et qui est aujourd'hui appelé Bamendjou.
- Le second (premier né du couple) aimait beaucoup pouponner son petit frère. Ce faisant il le serait tellement fort contre lui que leur maman s'exclama un jour : "MANA'H NKATCHE MÈ TA CHIA", c’est-à-dire "cet enfant étreint trop le bébé". Dès lors ses frères l'appelèrent "MU NKATCHE" (diminutif de MU-NKA), ce qui donna le nom "MU-NKA" au village qu'il fonda plus tard aujourd'hui appelé Baméka.
- Le troisième était gentil et serviable, qualités qui lui valaient d'avoir toujours un peu plus que les autres et d'être par conséquent rassasié. Un jour sa maman s'en émut et dit : "MANA'H NKWONG NGOUGOUM NE TSIT TA TCHIA" ce qui veut dire : "cet enfant aime faire le malin pour être rassasié". On l'appela dès lors "MU-NGOUGOUM", "petit malin" ou "petit sage" d'où vint le nom MU-NGOUM du village qu'il fonda plus tard après avoir très adroitement éloigné ses frères. C'est par déformation que le colon français a retenu le nom actuel, Bamougoum. Pour des raisons diverses (guerres, catastrophes naturelles, contraintes rituelles, etc.), le site du palais a migré à cinq endroits du royaume, avant de s'établir définitivement à Hélah depuis plus d'un siècle.
- Le quatrième très querelleur, était souvent source de confits et de tension entre ses frères .Un jour ses parents l'appelèrent et lui intimèrent cet ordre : " TCHO YI SATCHE PEUMEMA POH", ne sème plus la discorde entre tes frères. De NE SATCHE = désunir viendra le nom "SSA" qu'on donna à cet enfant qui fonda plus tard le village le village "NSAAH" aujourd'hui appelé Bansoa.

## Chefferies traditionnelles

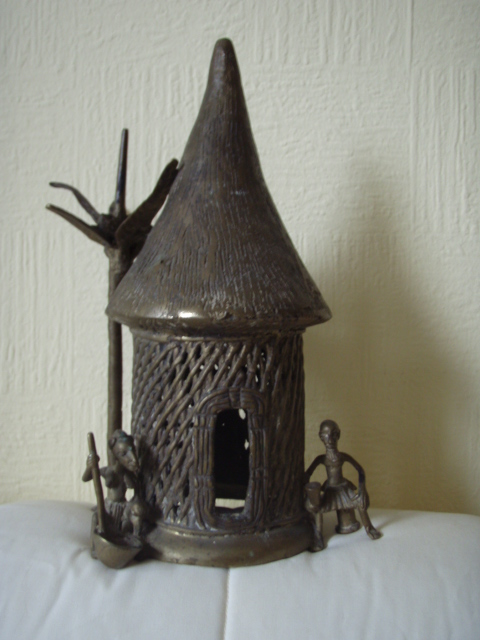
Ornement de la chefferie.

L'arrondissement de Boumougoum est le siège de l'unique chefferie traditionnelle de 1er degré du département de la Mifi :

### Chefferie Bamougoum

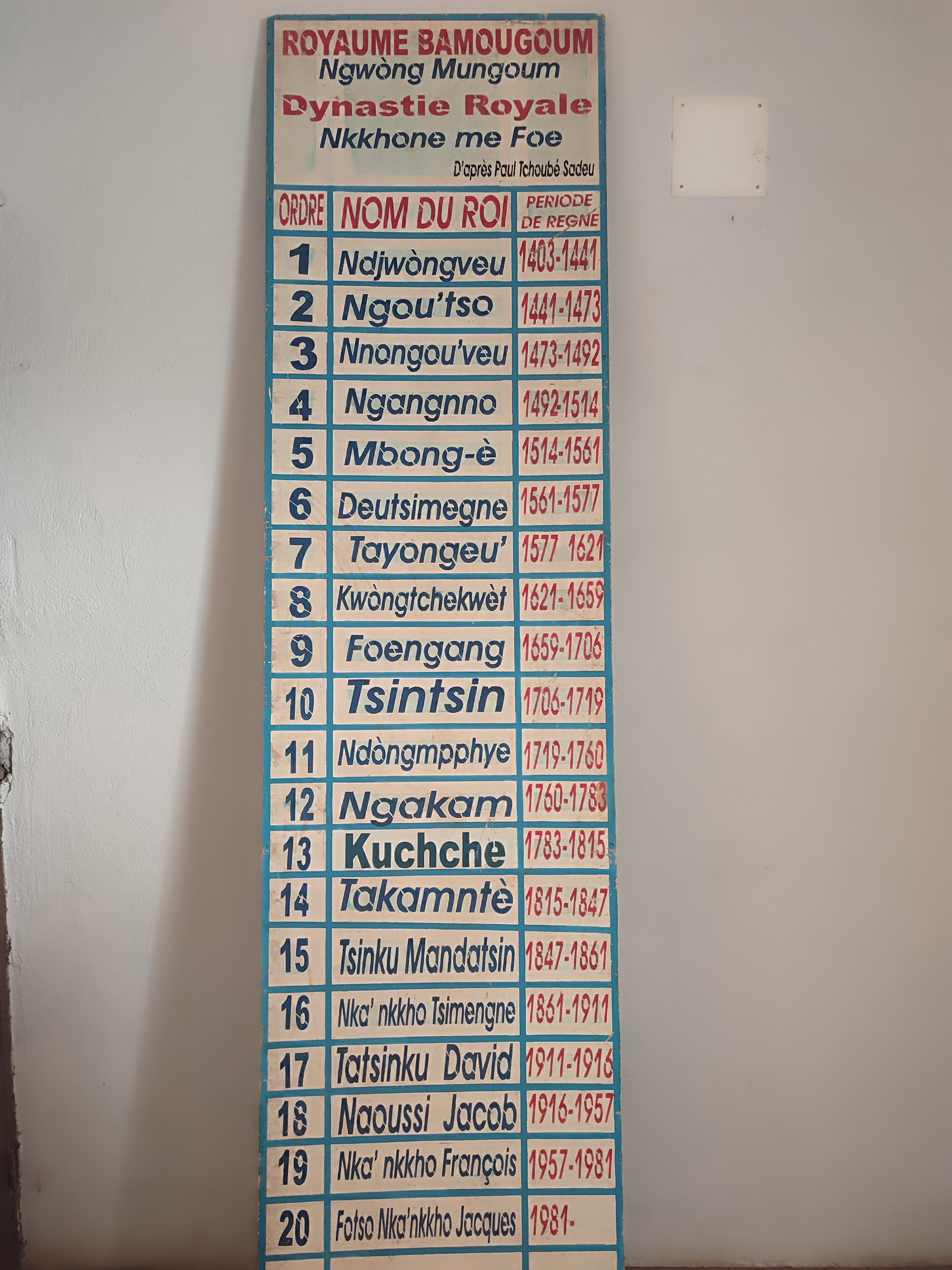
Liste dynastique des Rois Bamougoum à l'Ouest Cameroun

| No | Identité                    | Période | Période  | Durée  | Étiquette |
| No | Identité                    | Début   | Fin      | Durée  | Étiquette |
| -- | --------------------------- | ------- | -------- | ------ | --------- |
|    | Ngou’tso (d)                | 1441    | 1473     | 32 ans |           |
|    | Nnongou’veu (d)             | 1473    | 1492     | 19 ans |           |
|    | Ngangnno (d)                | 1492    | 1514     | 22 ans |           |
|    | Mbong-è (d)                 | 1514    | 1561     | 47 ans |           |
|    | Deutsimegne (d)             | 1561    | 1577     | 16 ans |           |
|    | Tayongeu' (d)               | 1577    | 1621     | 44 ans |           |
|    | Kwòngtchekwèt (d)           | 1621    | 1659     | 38 ans |           |
|    | Foengang (d)                | 1659    | 1706     | 47 ans |           |
|    | Tsintsin (d)                | 1706    | 1719     | 13 ans |           |
|    | Ndòngmpphye (d)             | 1719    | 1760     | 41 ans |           |
|    | Ngakam (d)                  | 1760    | 1783     | 23 ans |           |
|    | Kuchche (d)                 | 1783    | 1815     | 32 ans |           |
|    | Takamntè (d)                | 1815    | 1847     | 32 ans |           |
|    | Tsinku Mandatsin (d)        | 1847    | 1861     | 14 ans |           |
|    | Nkà'nkkho Tsimengne (d)     | 1861    | 1911     | 50 ans |           |
|    | Tatsinku David (d)          | 1911    | 1916     | 5 ans  |           |
|    | Naoussi Jacob (d)           | 1916    | 1957     | 41 ans |           |
|    | Nka'nkkho François (d)      | 1957    | 1981     | 24 ans |           |
|    | Fotso Nka'nkkho Jacques (d) | 1981    | En cours | 44 ans |           |

## Traditions et rites

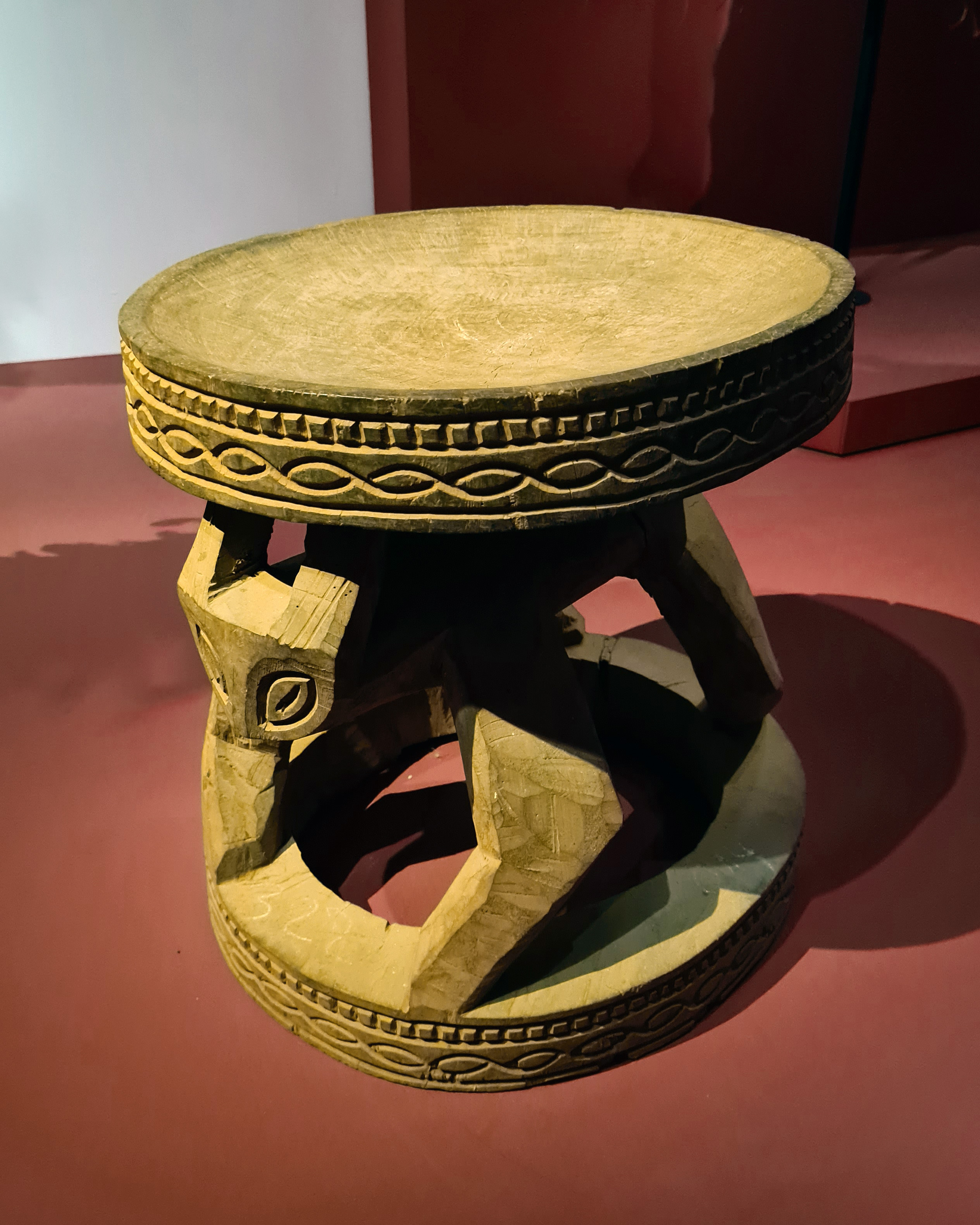
Tabouret d'initiation.

Comme dans chaque famille les enfants se regroupent très souvent par affinités naturelles. " MU-NDJWO " était très lié à " MU-NKATCHE " tandis que " MU-NGOUGOUM " s'entendait bien avec " SSA ". Ce regroupement deux à deux des quatre frères se perpétra en se consolidant même après leur séparation. Ceci explique sans doute pourquoi, tout au long de l'histoire, certaines pratiques de la succession à la tête de ces quatre groupements sont restées bien établies, et même érigées en loi.
C'est ainsi que le "Chef Bamendjou" arrête le "Chef Baméka" et vice versa : le "Chef Bamougoum" arrête le "Chef Bansoa" et vice versa.
À Bamougoum les chaises ne servent pas seulement à s'asseoir. Elles revêtent des symboles divers, et marquent la différenciation sociale. Il s'agit notamment de tabourets au siège rond taillés dans du bois. Ils ont généralement trois ou quatre pieds, et dans de très rares cas, deux. Et tout cela a une signification. On rencontre exceptionnellement des chaises faites de petits morceaux de bambou. Le rite par lequel on passe pour avoir droit à l'un quelconque de ces sièges s'appelle « s'asseoir sur la chaise ».
À l'origine, cette part de terrain appelé Bamougoum était inhabitée. Le village semble donc s'être formé à partir du premier chef, mais par la suite d'autres personnes sont venues habiter le terrain et se sont sans doute assimilées aux Bamougoum avec le temps.

Calebasses.
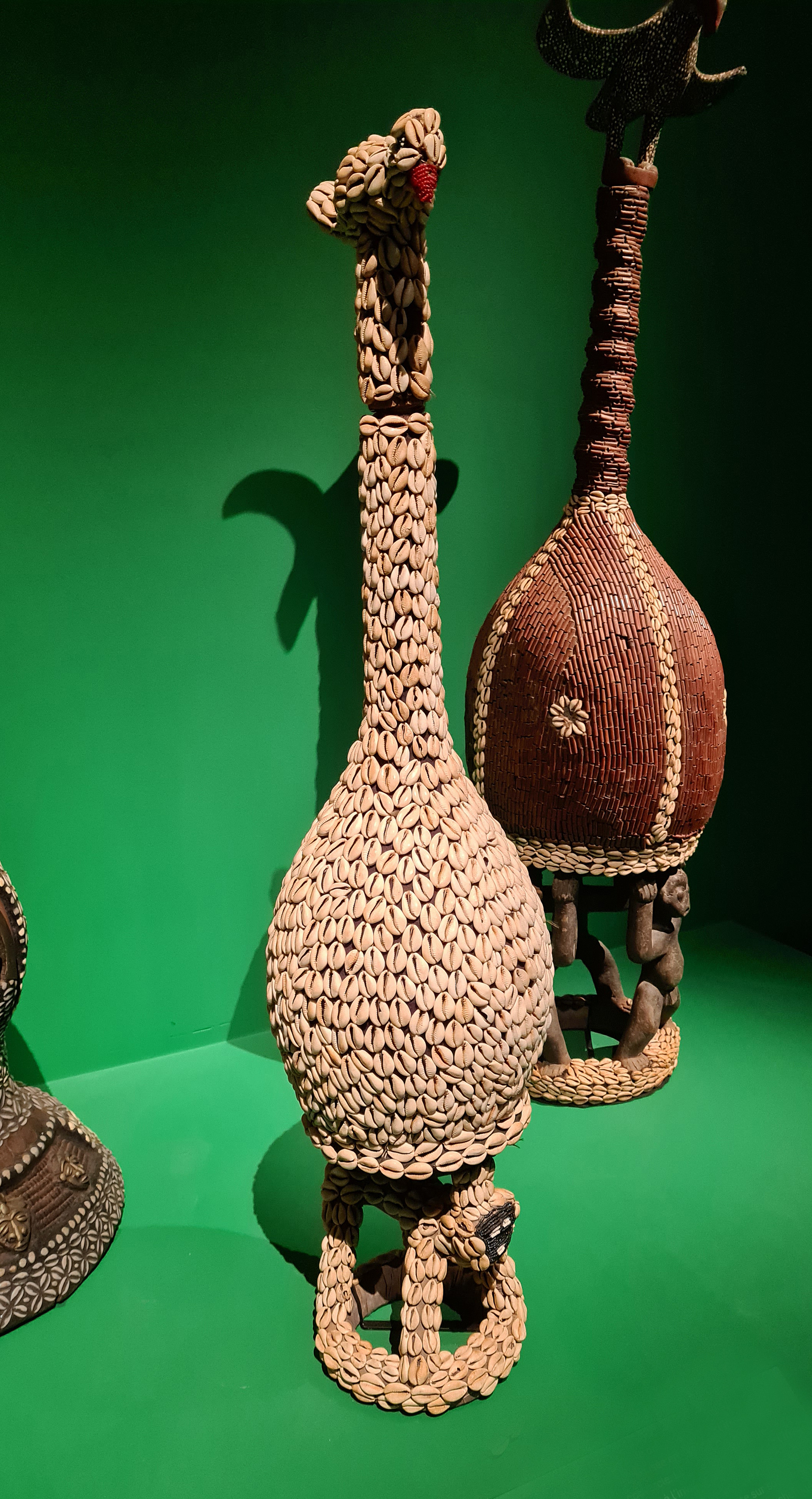
Calebasse caurisée à long col.
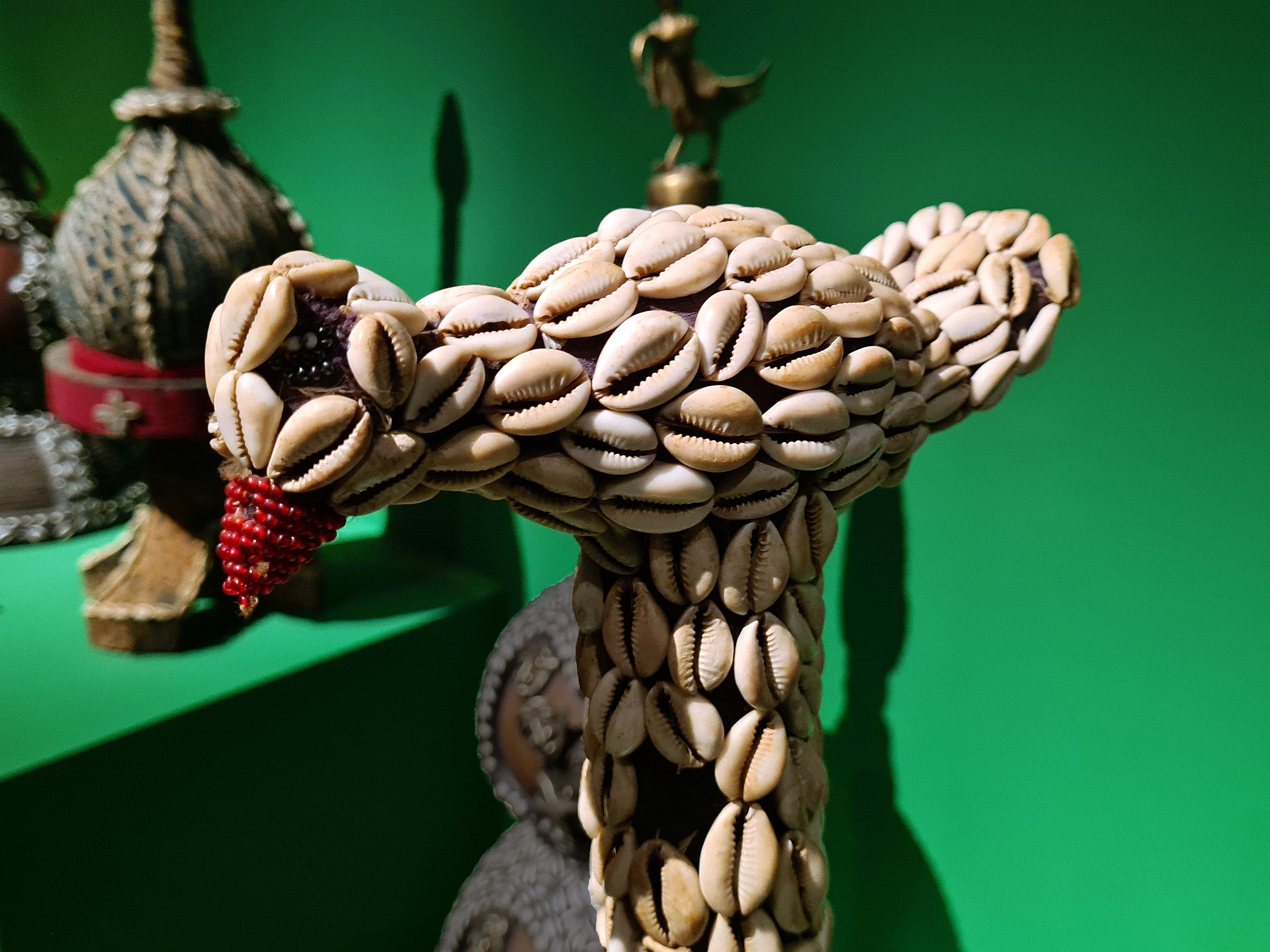
Calebasse caurisée (détail).
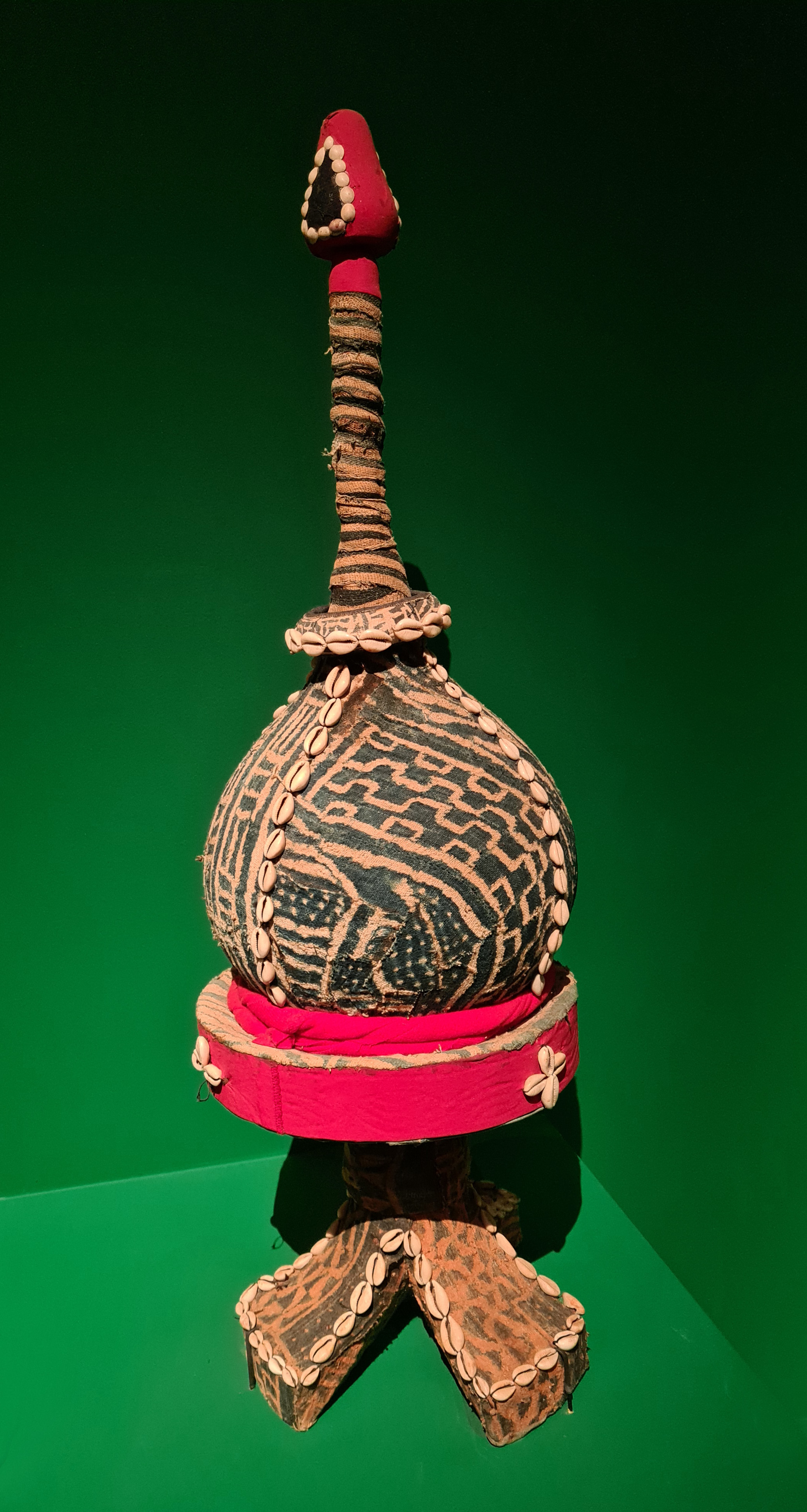
Calebasse recouverte de ndop.
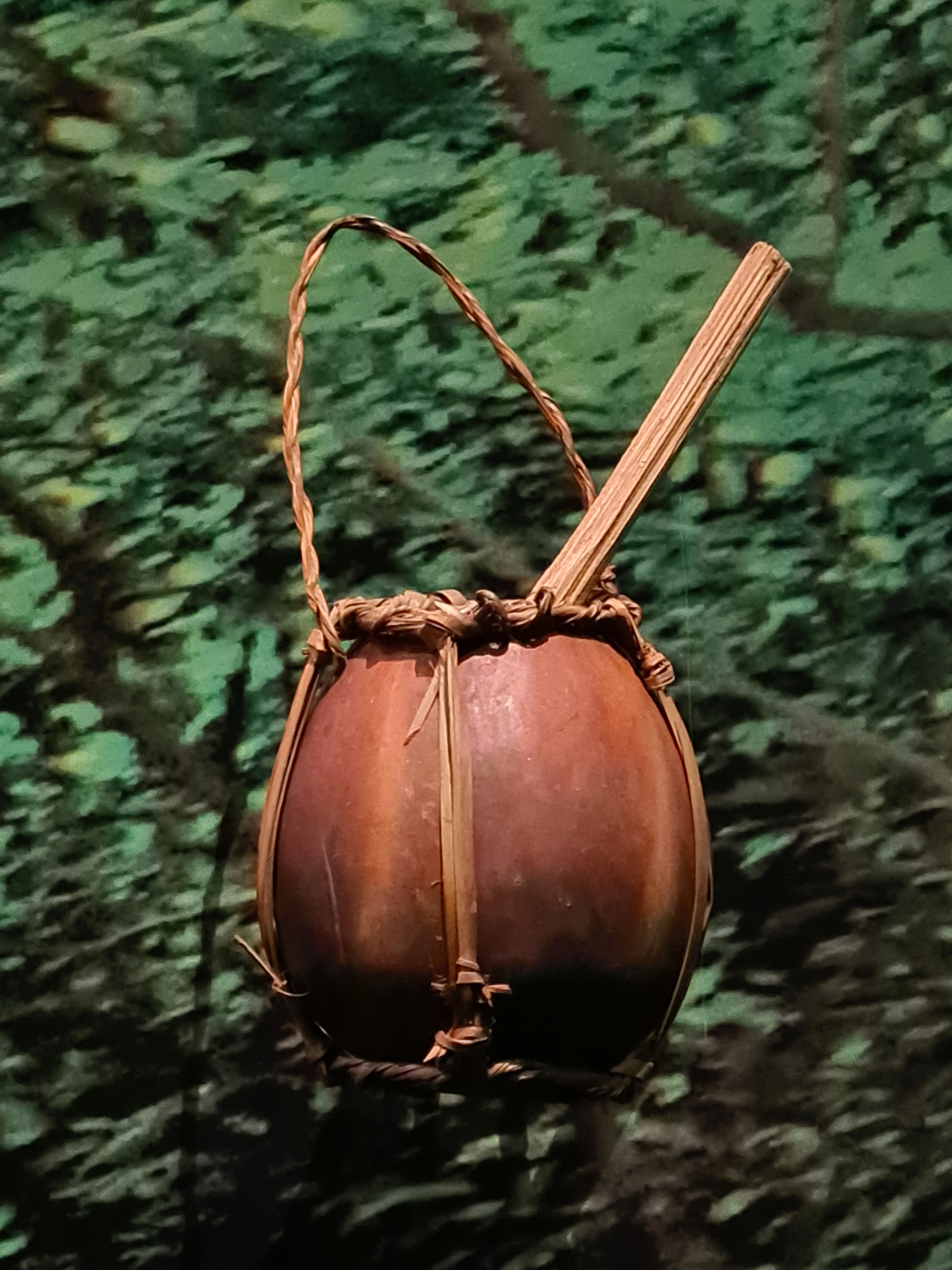
Calebasse rituelle pour la conservation de la pharmacopée.
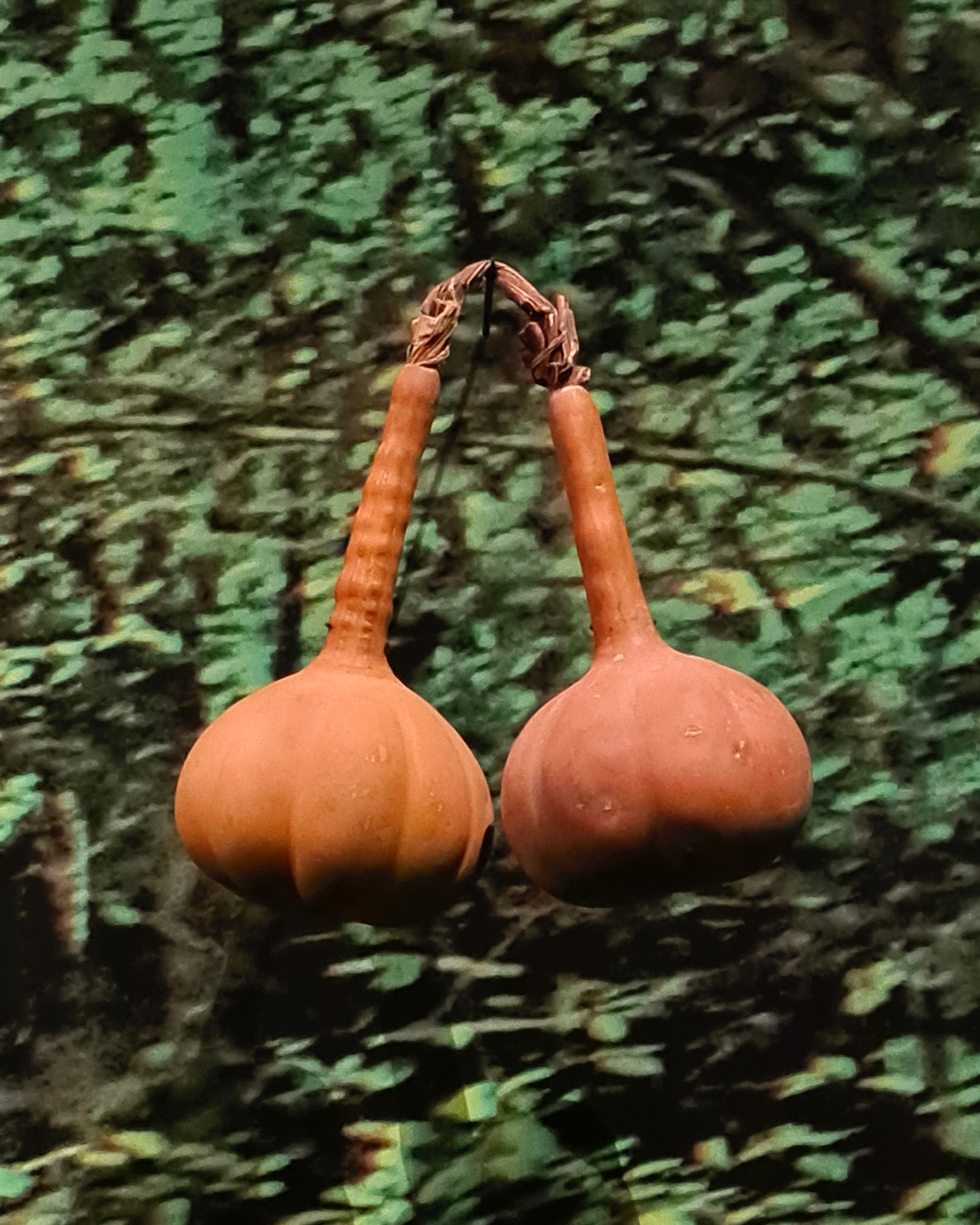
Calebasse des jumeaux.

## Quartiers
Tchouotsit est un quartier de Bamougoum. Il est constitué de plusieurs autres quartiers dont quelques-uns sont : Toket, Tchipou, Tchouo Nzotagne. C'est à Toket que se trouve le lycée technique industriel et commercial de Bafoussam. Kena quartier de Bamougoum situé sur l'axe routier Bafoussam-Bamenda (sur lequel est décédé en avril 1981 dans un accident François Kankeu Naoussi, père de l'ancien roi Jacques Fotso Kankeu décédé le 27 juillet 2017). Il y a un lycée bilingue dit de Kena.
Décret N°77/245 du 15 juillet 1977, portant organisation des chefferie traditionnelle modifié et complété par le décret n°82/241 du 24 juin 1982
Famkouo, région désertée du village Bamougoum attribué au tout premier chef qui venait d'ailleurs par le seizième roi de Bamougoum Fo kankeu. Ce fut vers 1800 il y de cela près de 300 ans. Le premier chef par suite repoussa les limites de Bansoa afin d'agrandir son espace. De ce fait le village Famkouo fait allégeance au groupement Bamougoum depuis lors et cette allégeance se perpétuera jusqu'à nos jours.

Ainsi fut établie et mise en place une dynastie des chefs Famkouo dont le 8e chef Famkouo actuel est sa majesté Toukam Saturnin. Autour du chef se trouvent des notables de diverses castes.

Sous l'autorité du chef Famkouo, le village est organisé en quartier, sept au total : Meha, Njenepa, Neleh, Lafie, Nekuh, Netchap, Kontit. Les Famkouo de la diaspora s'organisent par ailleurs en communauté et un comité de développement existe également au sein du village afin de mettre en place les fils et filles Famkouo autour d'une table pour échanger et penser Famkouo à travers le temps.

## Cultes
La paroisse protestante de Lafie-Bamougoum relève de la région synodale de la Mifi de l'Église évangélique du Cameroun.